# اشتغالات (أغنية)
اشتغالات هي أغنية للمغنية العراقية كلوديا حنا من فيلم أوشن 14، وهي مزيج من اللهجة المصرية واللغة الآرامية الكلدانية، تصوير الفيديو كليب للأغنية ضمن مشاهد الفيلم ولحن الأغنية مأخوذ من الأغنية الهندية (Love Mera Hit Hit)

## عن الأغنية
أكدت الفنانة العراقية كلوديا حنا أنها لم تترد عندما رشحها المنتج المصري محمد السبكي، لتقديم أغنية ضمن أحداث فيلم أوشن 14، بعدما وجدتها فرصة لتعريف العالم باللهجة الكلدانية.
وقالت: «الأغنية تعد أول ميكس مصري في العالم العربي بين اللغة العربية والكلدانية العراقية، التي تعد واحدة من أقدم اللهجات في الوطن العربي، ومنتشرة بشدة في شمال العراق».
وأشارت حنا إلى أنها «لم تجد صعوبة على الإطلاق في تقديم الأغنية التي تحمل اسم (اشتغالات)، لكونها تتحدث اللغة الكلدانية جيداً مثل المصرية، وتم تحضيرها وتصويرها في 72 ساعة فقط، ولم تكن تتوقع أن تلقى القبول والنجاح بهذا الشكل».

## المقطع الكلداني في الأغنية
قامت كلوديا حنا بتأليف المقطع الكلداني ضمن إطار الأغنية كما وضحت.

### كلمات الاغنية بالكلداني
- بالحروف السريانية:

| ” | ܐܝܐ ܐܝܟܐ ܒܙܐܠܘܞ ܡܢ ܠܒܝ ܟܡܝܖܢ ܐܢܐ ܛܐܠܘܞ ܝܐܚܒܝ ܐܝܡܢ ܒܐܖܬ ܘܒܫܩܠܬܝ ܟܚܝܒܢܘܞ ܒܝܢܘܞ ܠܒܝ ܐܝܬ ܐܘ ܐܢܝ ܐܙܝܙܝ ܘܐܢܐ ܐܒܠܒܝ ܒܕܪܝܢܘܞ ܟܝܒܢܘܞ ܐܢܐ ܟܡܝܖܢ ܛܐܠܘܞ ܐܢܐ ܠܡܣܝܒܬܝ ܐܢܐ ܫܩܘܠܝ ܡܢܘܞ ܡܢܘܞ | “ |

- بالحروف العربية:

| ” | ايكا ايكا بزالوخ من لبي كميثن انا طالوخ ياحبي أيمن باثت وبشقلتي كحيبنوخ بينوخ لبي ايت او اءني ازيزي وانا ابلبي بدرينوخ كيبنوخ انا كميثن طالوخ انا لمسيبتي انا شقولي منوخ منوخ | “ |

### الترجمة العربية
| ” | أين أين ستذهب من قلبي أحبك جدا ياحبي ، متى سوف تأتي وتاخدني بحبك ، أريدك تكون قلبي وعيوني ياغالي، انت بقلبي مكانك، انا احبك جدا لا تتركني خذني معك. | “ |

## روابط خارجية
- الفيديو كيلب الرسمي للأغنية